# 유키 사토시
유키 사토시(結城 聡 1972년 2월 11일 ~ 일본)은 간사이 기원 소속의 일본 프로바둑 기사로 사토우 스나오(佐藤直男)9단의 문하생으로 입문 현직 9단. 2010년 일본 천원전과 2013년 일본 십단전 우승, NHK배 5회 우승(56~57기, 59~61기),
TV바둑 아시아 선수권 대회 준우승 등 기록했고 간사이 기원 최우수 기사상 7번을 수상해 돌의 기능을 추구하는 전투적인 기풍으로 "무투파"로 불리는 기사이다.

## 약력
- 1972년 2월 11일 일본 효고현 고베시출생
- 1984년 사토우 스나오(佐藤 直男) 문하생으로 입단
- 1984년 10월 2단 승단
- 1985년 9월 3단 승단
- 1986년 7월 4단 승단
- 1987년 7월 5단 승단
- 1989년 4월 6단 승단
- 1991년 5월 7단 승단
- 1993년 6월 8단 승단
- 1997년 4월 9단 승단

## 입상 및 수상
- 1989년 제13기 일본 기성전 5단전 우승
- 1990년 제15기 일본 신인왕전 준우승
- 1991년 제14기 일본 기성전 6단전 우승
- 1993년 제18기 일본 신인왕전 우승
- 1994년 제18기 일본 기성전 최고기사결정전 진출, 7단전 우승
- 1995년 제19기 일본 기성전 최고기사결정전 진출, 8단전 우승
- 1996년 제40기 간사이(관서)기원 제일정도 결정전 우승
- 1998년 제22기 일본 기성전 최고기사결정전 진출, 8단전 우승
- 2003년 제25기 학성전 우승
- 2005년 제14기 일본 용성전(龍星戰)우승,제29기 일본 기성전 준우승 (대 하네 나오키(羽根　直樹) 9단 3-4)
- NHK배 5회 우승(56~57기(2009,2010), 59~61기(2012,2013,2014))
- 2010년 제36기 일본 천원전 우승 (대 야마시타 케이고(山下 敬吾) 9단 3-0)
- 2013년 제51기 일본 십단전 우승 (대 이야마 유타(井山 裕太) 9단 3-2)
- 2014년 제52기 일본 십단전 준우승 (대 다카오 신지(高尾　紳路) 9단 2-3)